# Narcissus hedraeanthus
Narcissus hedraeanthus ist eine Pflanzenart aus der Gattung der Narzissen (Narcissus) in der Familie der Amaryllisgewächse (Amaryllidaceae). Sie zählt zu den kleinsten der Narzissenarten.

## Beschreibung
Für die Unterart Narcissus hedraeanthus subsp. hedraeanthus gilt:

### Vegetative Merkmale
Narcissus hedraeanthus wächst als ausdauernde krautige Pflanze.

### Generative Merkmale
Die Blütezeit liegt im Dezember. Auf dem nur 2,5 Zentimeter langen Blütenstandsschaft befinden sich die Blüten ohne erkennbaren Blütenstiel. Die Spatha ist dunkelbraun.
Die zwittrigen Blüten sind radiärsymmetrisch und dreizählig. Die Blütenhüllblätter sind blass-gelb. Die Hauptkrone ist nur 1,2 Zentimeter lang und 2 Millimeter breit. Die Nebenkrone weist eine Höhe von etwa 7 Millimetern sowie einen Durchmesser von etwa 10 Millimetern auf.

## Systematik und Verbreitung

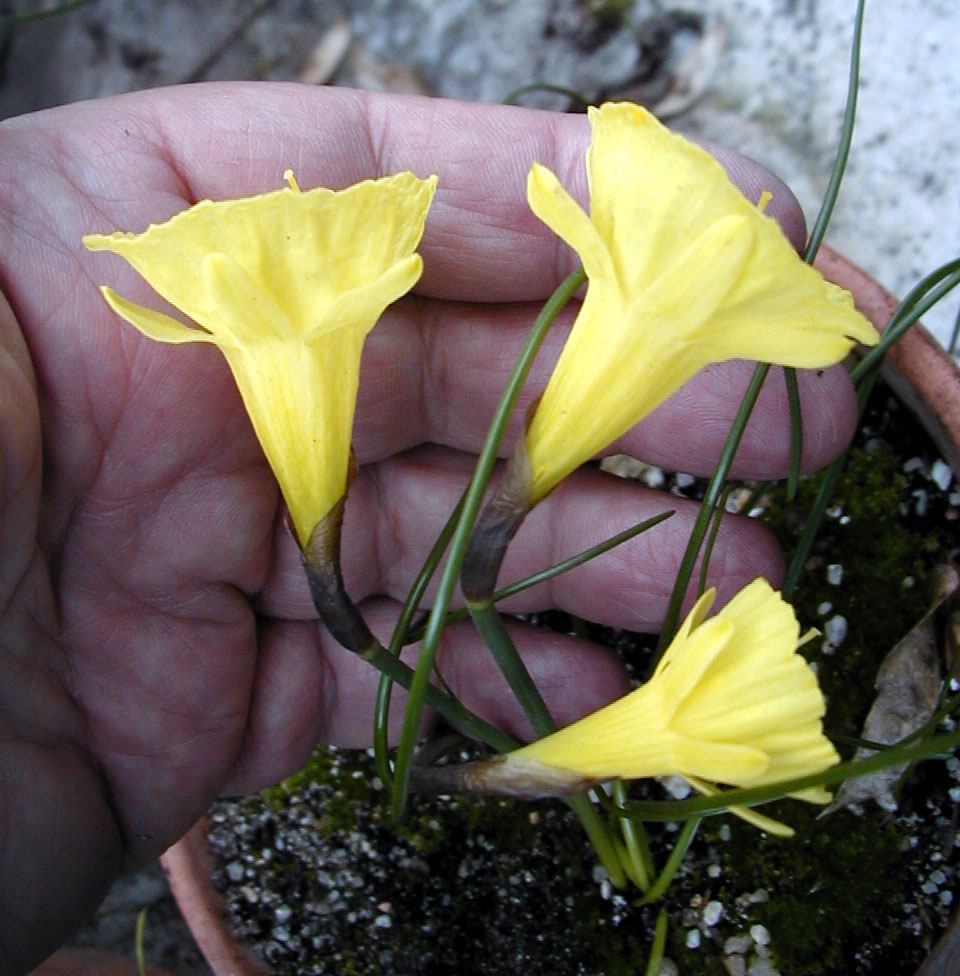
Narcissus hedraeanthus subsp. luteolentus

Die Erstbeschreibung erfolgte 1850 unter dem Namen (Basionym) Corbularia hedraeantha durch Philip Barker Webb und Heinrich Hermann von Heldreich in Catalogus plantarum Hispanicarum in provincia Giennensi (provincia de Jaen) anno 1849 ..., Seite 220. Die Neukombination zu Narcissus hedreanthus (Webb & Heldr.) Colmeiro wurde 1889 durch Miguel Colmeiro in Enumeracion y Revision de las Plantas de la Peninsula Hispano-Lusitana e Islas Baleares..., 5, Seite 80 veröffentlicht.
Seit 2013 gibt es zwei Unterarten:
- - Narcissus hedraeanthus (Webb & Heldr.) Colmeiro subsp. hedraeanthus (Syn.: Narcissus bulbocodium var. hedraeanthus (Webb & Heldr.) John Gilbert Baker, Narcissus bulbocodium subsp. hedraeanthus (Webb & Heldr.) K.Richt., Narcissus cantabricus subsp. hedraeanthus (Webb & Heldr.) Fern.Casas): Dieser Endemit kommt nur in der spanischen Sierra de Cazorla vor.[1]
  - Narcissus hedraeanthus subsp. luteolentus (Barra & G.López) Aedo (Syn.: Narcissus blancoi Barra & G.López, Narcissus cantabricus subsp. luteolentus Barra & G.López, Narcissus luteolentus (Barra & G.López) M.Salmon): Den Rang einer Unterart hat sie seit 2019. Dieser Endemit kommt in Spanien nur im östlichen Teil der Sierra Morena vor.[4]